# Le Chevalier d'Harmental (mini-série)
Le Chevalier d'Harmental est un feuilleton télévisé français en dix épisodes en noir et blanc de 13 minutes, réalisé par Jean-Pierre Decourt d'après le roman éponyme écrit en 1843 par Alexandre Dumas, et diffusé du 9 au 19 juin 1966 sur la deuxième chaîne de l'ORTF.

## Synopsis
Les exploits du Chevalier d'Harmental, amateur de duels alors proscrits par le Régent de France, Philippe d'Orléans.

## Distribution
- Jacques Destoop : Chevalier Raoul d'Harmental
- Nadine Alari : Duchesse du Maine
- Michel Beaune : Montmorency
- Raoul Billerey : Baron de Valef
- Mario Pilar : le Prince de Cellamare
- Yvan Chiffre : Ravanne
- René Clermont : Jean Buvat
- André Cagnard : La Fare
- Pierre Tornade : Roquefinette
- Raymond Gérôme : le Régent
- Paule Noëlle : Bathilde
- Hélène Dieudonné : Nanette
- Jacques Hilling : Polignac

## Épisodes
1. Un gentilhomme du grand siècle
2. Un mystérieux rendez-vous
3. Un cœur sous les toits de Paris
4. Un attentat contre le Régent
5. Conspiration manquée
6. On n'est jamais si bien trahi que par les siens
7. Dans la gueule du loup
8. Coup sur coup
9. L'Enlèvement du Régent
10. La Mort et l’Amour